# 馬洛沃季
49°21′46″N 25°17′52″E / 49.36278°N 25.29778°E
馬洛沃季（烏克蘭語：Маловоди）是位於烏克蘭西部特諾皮爾州裏特諾皮爾區的村莊，始建於1785年，面積0.91平方公里，2001年人口275，人口密度每平方公里301.2人。